# فورد ۱۳۸۵۲
سیارک ۱۳۸۵۲ (به انگلیسی: 13852 Ford، نامگذاری:1999XM96) سیزده هزار و هشتصد و پنجاه و دومین سیارک کشف شده‌است که در ۷ دسامبر ۱۹۹۹ کشف شد.
قدر مطلق سیارک برابر ۱۹.۵ است.